# Жужанна Якабош
Жужанна Якабош (угор. Zsuzsanna Jakabos, 3 квітня 1989) — угорська плавчиня.
Учасниця Олімпійських Ігор 2004, 2008, 2012, 2016 років.
Чемпіонка Європи з водних видів спорту 2016 року, призерка 2010, 2012, 2014, 2020 років.
Чемпіонка Європи з плавання на короткій воді 2010 року, призерка 2005, 2009, 2011, 2012, 2019 років.